# Ric e Gian
Riccardo Miniggio (Turin, 31 décembre 1935) et Gian Fabio Bosco (Florence, 30 juillet 1936 - Lavagna, 14 février 2010) sont un duo i duo comique italien qui a travaillé sur la scène, variétés, cinéma et télévision sous l'appellation de Ric e Gian.

## Vie et carrière
Riccardo Miniggio a commencé sa carrière en tant que danseur-acteur dans la compagnie de Erminio Macario, tandis que Gian Fabio Bosco est né dans une famille d'acteurs et a fait ses débuts sur scène très jeune, dans la compagnie de théâtre de Gilberto Govi.
Le couple s'est rencontré dans un avanspettacolo au Teatro Maffei, à Turin, où Miniggio a travaillé en tant que danseur et Bosco était le faire-valoir de l'acteur Mario Ferrero. Ils ont alors décidé de jouer ensemble sous l'appellation Jerry e Fabio travaillant au théâtre et cabarets dans le Nord de l'Italie ainsi qu'au Crazy Horse à Paris. Remarqués  par le producteur de films Angelo Rizzoli, ils se rebaptisent Ric e Gian et font  leurs débuts au cinéma dans Ischia operazione amore (1966).
À partir de la fin des années 1960, le couple obtient une grande popularité grâce à leur participation à plusieurs prime-time aux spectacles de variété de la RAI. Dans le milieu des années 1970, ils se  concentrent sur le théâtre, et entre la fin des années 1970 et le début des années 1980, leurs popularité se ravive grâce à leur participation aux émissions de télévision  d'Antenne 3 et Fininvest.
En 1987, le couple poursuit certains projets en solo, avant une brève réunification entre 2002 et 2006, actif dans des spectacles et pièces de théâtre.
En 2010 Gian Fabio Bosco meurt à l'âge de 73 ans des suites d'un anévrisme.

## Filmographie partielle
- 1966 : Ischia operazione amore de Vittorio Sala
- 1967 : Ric e Gian alla conquista del West de Osvaldo Civirani
- 1969 : Lisa dagli occhi blu de Bruno Corbucci
- 1970 : Quelli belli... siamo noi de Giorgio Mariuzzo
- 1974 : Sesso in testa de Sergio Ammirata - non crédités
- 1977 : Kakkientruppen de Marino Girolami

## Programmes télévisuels
- 1967 - Viva l'astrologo (Primo canale)
- 1967 - Chi ti ha dato la patente? (Primo canale)
- 1968 - Quelli della domenica (Primo canale)
- 1969 - Ma che domenica amici (Primo canale)
- 1970 - La domenica è un'altra cosa (Primo canale)
- 1972 - Gli ultimi cento secondi (Primo canale)
- 1972 - Senza rete (programma televisivo) (Primo canale)
- 1975 - Quello della porta accanto (Rete 1)
- 1977 - L'amico della notte (Rete 1)
- 1977 - La prima volta che (Teleradiocity)
- 1978 - Secondo me (Antenna 3 Lombardia)
- 1980 - Strano ma vero (Antenna 3 Lombardia)
- 1981 - Ric & Gian show (Antenna 3 Lombardia)
- 1982 - Ric e Gian più (Antenna 3 Lombardia)
- 1983 - Ric e Gian graffiti (Antenna 3 Lombardia)
- 1983 - Ric e Gian folies (Italia 1)
- 1984 - Risatissima (Canale 5)
- 1986 - Ric e Gian sera (Telelombardia)
- 1992-1994 - Striscia la Notizia (Canale 5)

## Discographie

### 33 tours
- 1969 - Il giro del mondo in 45 giri (Fonit Cetra, Spa 17)
- 1970 - Sensational Sanremo story, ovvero Come conquistammo Sanremo (Fonit Cetra)
- 1978 - Supermascanzoni (CCRC)

### 45 tours
- 1968 - Oh Carola/A 15 anni (Ri-Fi, RFN NP 16290)
- 1970 - Oh là là bum l'amore/La mamma è sempre la mamma (Fonit Cetra, JBF 610)
- 1973 - Il madrino/È solo un gioco (Cipiti, NP 1018)
- 1978 - Il lampadario/Crapa pelada, scimmia stonata (CCRC, 4300)
- 1979 - Come un toro nell'arena/L'amour (CCRC, 4301)

### CD
- 1996 - Come un toro nell'arena - Grandi successi